# Niccolò Pisilli
Niccolò Pisilli (* 23. September 2004 in Rom) ist ein italienischer Fußballspieler. Der Mittelfeldspieler steht bei der AS Rom unter Vertrag.

## Karriere

### In den Vereinsmannschaften
Der gebürtige Römer Pisilli kam 2012 in die Jugendabteilung der AS Rom, die er bis 2024 durchlief. Er stand im März 2023 erstmals im Kader der Roma, ehe er im Mai 2023 im Spiel gegen Inter Mailand sein Debüt in der Serie A feiern konnte. In der Spielzeit 2023/24 war Pisilli regelmäßiger Bestandteil des Kaders, kam jedoch nur zu einem Einsatz. Seit der Saison 2024/25 kommt Pisilli regelmäßig zum Einsatz.

### In der Nationalmannschaft
Pisilli debütierte 2021 in der U18-Auswahl Italiens und durchlief seitdem die weiteren Juniorenauswahlmannschaften. Im Jahr 2023 wurde Pisilli mit der U19-Auswahl Europameister, kurz nachdem er mit der U20-Auswahl Vizeweltmeister wurde. Seit 2024 läuft er auch für die U21-Auswahl auf.
Im Oktober 2024 wurde Pisilli von Luciano Spalletti zudem für die Spiele der Nations League 2024/25 nominiert. Er debütierte am 10. Oktober 2024 in der Partie gegen Belgien, als er in der 80. Minute für Sandro Tonali eingewechselt wurde.

## Erfolge
- U19-Europameister: 2023